# Monster Hunter: Legends of the Guild
Monster Hunter: Legends of the Guild è un film d'animazione del 2021 diretto da Steve Yamamoto.
La pellicola, di genere fantasy, è basata sulla nota serie di videogiochi Monster Hunter, all'interno della quale è considerata canonica. Venne distribuita globalmente il 12 agosto 2021 su Netflix.

## Trama
Mentre la Quinta flotta della Commissione di ricerca avanza verso il Nuovo Mondo attraversando il Mar grande, due cacciatori a bordo di una nave iniziano a vantarsi preparandosi allo scontro con il drago anziano Zorah Magdaros. I due vengono però immediatamente zittiti da Aiden, un giovane cacciatore esperto seduto a un tavolo vicino e che, nella speranza di far abbassare la cresta alla giovane coppia, racconta loro la storia del suo primo incontro con un drago anziano.
Dieci anni prima, Aiden era un adolescente che risiedeva nel villaggio montuoso di Timber. Data la posizione remota e isolata del villaggio, gli abitanti non possono permettersi di raggiungere il più vicino posto di controllo della Gilda dei cacciatori ogni qualvolta un mostro causa problemi e, di conseguenza, è proprio Aiden a occuparsene. Un giorno, viene inviato nel bosco alla ricerca di un mostro che ha rubato del bestiame dalla fattoria. Nella foresta, viene però sorpreso da un Velocidrome e per poco non resta ucciso, venendo salvato da un esperto cacciatore della Gilda di nome Julius. Scoperta grazie al cacciatore la posizione del vero ladro di bestiame, un Melynx di nome Nox, Aiden lo raggiunge e riporta al villaggio insieme al bestiame. Lì, tuttavia, viene a sapere grazie a Julius e all'Anziana Daazeel, la wyverniana che dirige il villaggio, che Timber si trova sulla rotta migratoria di un misterioso drago anziano, che lo attraverserà per raggiungere il Nuovo Mondo in quella che la Gilda ha soprannominato Traversata degli anziani. Gli abitanti del villaggio non credono però alle parole di Julius, che acconsente a portare con sé Aiden perché veda con i suoi occhi il drago anziano in avvicinamento e convinca gli altri a fuggire; ai due si unisce anche Nox, che decide di aiutarli lungo la strada in cambio della libertà.
Raggiunta la posizione del mostro, i due assistono alla sua avanzata dalla distanza: è una Lunastra, potentissimo drago anziano di sesso femminile e capace di piegare le fiamme al proprio volere; gli abitanti hanno pochi giorni per evacuare il villaggio prima che il mostro lo raggiunga. Aiden è però consapevole dell'impossibilità di una fuga (poiché le uniche due vie sono inaccessibili) e riesce a convincere Julius ad affrontare la Lunastra e deviare il suo cammino. Mentre attendono l'arrivo dei rinforzi, Julius e Aiden seguono Nox alla ricerca di una cacciatrice di nome Mae, proprietaria di un diario che Nox aveva rubato. Il gruppo la incontra proprio nel folto del bosco, aiutandola a sconfiggere un Nerscylla che stava affrontando e restituendole i suoi effetti personali, con la ragazza che si offre di aiutarli contro il drago anziano. Lì, vengono raggiunti da Nadia, un'altra cacciatrice amica di Julius che ha visto il suo messaggio di allarme ed è giunta sul posto per aiutarli.
Grazie al membro di una carovana, il gruppo viene quindi a sapere della presenza di un fabbro di nome Ravi nelle vicinanze e si dirige da lui nella speranza che possa aiutarli forgiando qualche arma di difesa contro la Lunastra. Il fabbro li caccia però via in malo modo, rifiutandosi di aiutarli e non volendo appoggiare in nessun modo la Gilda (rivelando di essere un ex-cacciatore divenuto bracconiere dopo aver tradito la filosofia dell'organizzazione). Decisi a difendere il villaggio, i cacciatori decidono comunque di erigere delle difese montando un'arma devastante soprannominata "Danneggiadraghi". Perché essa funzioni, è necessario lo stomaco di un Congalala, che viene quindi catturato. Durante l'operazione, tuttavia, vengono attaccati da un Deviljho e rischiano la vita quando Aiden disobbedisce all'ordine di Julius di ritirarsi e affronta il mostro, che viene abbattuto non senza fatica dagli sforzi combinati del gruppo. Furioso, Julius rimprovera aspramente Aiden e decide di annullare la missione, temendo di non essere capace di guidare una squadra simile.
Deluso, Aiden ritorna al villaggio insieme a Nox; lì viene però raggiunto da Julius che, dopo aver parlato con Nadia, si convince della buona volontà del ragazzo (rivedendo in lui sé stesso da pupillo) e accetta di affrontare il drago anziano insieme a lui e agli altri. Improvvisamente al villaggio giunge Ravi, pentitosi delle sue precedenti azioni e deciso a unirsi alla caccia; grazie a lui, il Danneggiadraghi viene ultimato e persino potenziato grazie alle ossa del Deviljho. Poche ore dopo, la Lunastra raggiunge il villaggio e si prepara ad attaccare.
Il gruppo di cacciatori decide quindi di attirarla verso il Danneggiadraghi per ucciderla il più rapidamente possibile ed evitare che danneggi il villaggio, ma il piano va a monte quando il drago anziano si accorge dell'arma e tenta di distruggerla. Per assicurarsi che il colpo vada a segno e non mettere a rischio gli altri, Ravi si sacrifica usando la propria spadascia per immobilizzare la Lunastra e tenerla occupata con le fauci aperte, venendo però investito dal alito di fuoco. Gli altri riescono quindi ad attivare il Danneggiadraghi, che colpisce il drago anziano e apparentemente lo uccide.
Mentre il gruppo riposa, tuttavia, la Lunastra si rialza ferita e inizia ad avanzare verso il villaggio. Senza più le armi per fermarla, Aiden chiede a Julius di fargli guadagnare tempo mentre lui si dirige a "ristabilire l'ordine naturale"; ha infatti in mente di far saltare in aria la diga vicina e riversare il corso del fiume sul drago anziano mentre gli altri cacciatori lo tengono distratto. Nello scontro che ne segue, Mae viene divorata dalla Lunastra mentre tentava di proteggere una ragazza del villaggio. Proprio quando tutto sembra perduto, Aiden riesce a distruggere la diga, con il fiume che si riversa sul mostro e lo spazza via.
Il giorno dopo, dopo aver seppellito e reso onore a Ravi e Mae, Aiden raggiunge Julius e Nadia ed esprime il suo desiderio di unirsi a loro come cacciatore, con il primo che accetta di prenderlo come suo cadetto. Ritornati nel presente, i due cacciatori ai quali Aiden ha raccontato la storia rimangono colpiti, ma sembrano non credergli e si allontanano ridendo. Solo una giovane, Lea, resta con lui e gli domanda se ciò che ha detto è vero. In tutta risposta, il ragazzo le dà in mano il diario di Mae perché possa leggerlo e farsi un'idea, mentre le navi ormai si avvicinano sempre di più al nuovo continente, dando inizio agli eventi di Monster Hunter: World.

## Personaggi
- Aiden: Il giovane protagonista del film, già apparso in Monster Hunter 4 e Monster Hunter 4 Ultimate con il nome di Grancadetto e successivamente anche in Monster Hunter: World con il nome di Spavaldo di classe-A. In questa storia viene approfondito il suo passato.
- Julius: Esperto cacciatore della Gilda e comandante dei Grancaccia, già apparso in Monster Hunter 4 e 4 Ultimate con il nome di Grancomandante. Dopo aver incontrato Aiden e respinto insieme a lui la Lunastra, diverrà il suo mentore.
- Nadia: Cacciatrice e membro dei Grancaccia, già apparsa in Monster Hunter 4 e 4 Ultimate con il nome di Grandartigliera. Grande amica di Julius, lo conosce da molto tempo e sarà fondamentale sia nello scontro con la Lunastra e sia che per convincere Julius a prendere Aiden come suo cadetto.
- Mae: Giovanissima cacciatrice e biologa che caccia mostri e prende appunti per studiarne la biologia. Come spiegherà lei stessa ad Aiden, è figlia di due eruditi che l'hanno fatta studiare sin da quando era bambina, con lei che però alla fine si è stancata e ha deciso di diventare cacciatrice. Utilizza come arma un falcione insetto ed è sempre accompagnata dal suo fedele kinsetto Paiseley (che viene ucciso nello scontro finale dal drago anziano). Verso la fine del film, viene uccisa con un singolo morso dalla Lunastra mentre cercava di proteggere Ebbi, una giovane ragazza del villaggio. Il suo diario resterà in mano ad Aiden, che lo consegnerà a Lea nel finale.
- Ravi: Misterioso fabbro che opera nei pressi di Timber. Un tempo era un cacciatore, ma ha abbandonato il mestiere dopo aver tradito la filosofia della Gilda e aver iniziato a cacciare per sport, rivendendo armi e armature per finanziare la propria attività. Dopo essersi inizialmente rifiutato di aiutare il gruppo, alla fine cambierà idea; sarà proprio lui a costruire il Danneggiadraghi e a potenziarlo usando le ossa del Deviljho, prendendo parte allo scontro come atto di redenzione per "esorcizzare mostri molto antichi". Muore durante la battaglia contro la Lunastra, venendo investito dal suo alito fiammante mentre cercava di mantenerla in posizione di fronte al Danneggiadraghi e permettere agli altri di colpirla.
- Nox: Astuto Melynx che all'inizio del film cercherà di rubare alcuni Gargwa dal pollaio del villaggio, venendo scoperto e costretto a collaborare con i cacciatori contro la Lunastra in cambio della libertà. Molto attaccato al profitto, si autodefinisce un "mercante" e pensa sempre al profitto e alla propria salvezza prima di ogni altra cosa. Alla fine, finirà per affezionarsi ai suoi compagni e sarà fondamentale durante lo scontro con la Lunastra, dove salverà Aiden dal fiume in piena.

## Produzione
Il film venne annunciato nel luglio del 2018 come "speciale". Inizialmente sarebbe dovuto uscire nel 2019.

## Distribuzione
Il film venne distribuito globalmente su Netflix il 12 agosto 2021.